# والتر بيتشفورد
والتر بيتشفورد (من مواليد 24 أبريل 1992)، لاعب كرة سلة أمريكي. لعب كرة السلة الجامعية لفلوريدا ونبراسكا قبل أن ينضم إلى رابتورز 905 من الرابطة الوطنية لكرة السلة للتنمية في عام 2015.

## البداية
لعب بيتشفورد في البداية كرة السلة في الجامعة لفريق فلوريدا جاتورز، لكنه انتقل إلى نبراسكا [بحاجة لمصدر]في عام 2012. بصفته مبتدئًا يلعب لفريق كورنهوسكرز في 2014-15، بلغ متوسطه 7.2 نقطة و 4.6 ريباوند في 30 مباراة.

## الاحتراف
في 2 أبريل 2015، أعلن بيتشفورد عن مسودة NBA لعام 2015، متخليًا عن سنته الأخيرة من أهليته الجامعية. ومع ذلك، في 15 يونيو، سحب اسمه من المسودة، وقرر بدلاً من ذلك اللعب في الخارج. لم ينجح في تأمين عقد خارجي، وبدلاً من ذلك حاول الحصول على امتياز الدوري الاميركي للمحترفين الذي تم إنشاؤه حديثًا، لقد نجح في الحصول على مكان في قائمة المعسكر التدريبي، وانضم إلى الفريق في أوائل نوفمبر. واصل بيتشفورد عمله في القائمة الافتتاحية الأخيرة في ليلة الافتتاح في بداية موسم 2015-16، ولكن بعد الظهور في خمس مباريات فقط خلال الشهر ونصف الشهر الأول من المباراة، أعلن بيتشفورد اعتزاله كرة السلة المحترفة في 26 ديسمبر. عاد إلى العمل وبدأ التدريب ليصبح لاعبًا محتملاً في الدوري الاميركي للمحترفين مرة أخرى. وقع بيتشفورد مع BC Olimpi Tbilisi من الدوري الممتاز الجورجي Superliga في عام 2016. وبلغ متوسطه 8.8 نقطة و 5.2 كرات مرتدة لكل مباراة في الدوري الجورجي. وقع في البداية مع Moncton Magic of NBL Canada[بحاجة لمصدر] في عام 2018، ولكن تم تداوله مع Sudbury Five[بحاجة لمصدر] في أكتوبر 2018. في ديسمبر، استحوذت عليه Saint John Riptide[بحاجة لمصدر].